# Île d'If
L'île d'If est une des îles du Frioul. Elle abrite en son sein le Château d'If, construit sur ordre de François Ier au 16e siècle, et qui a longtemps servi de prison.

## Description

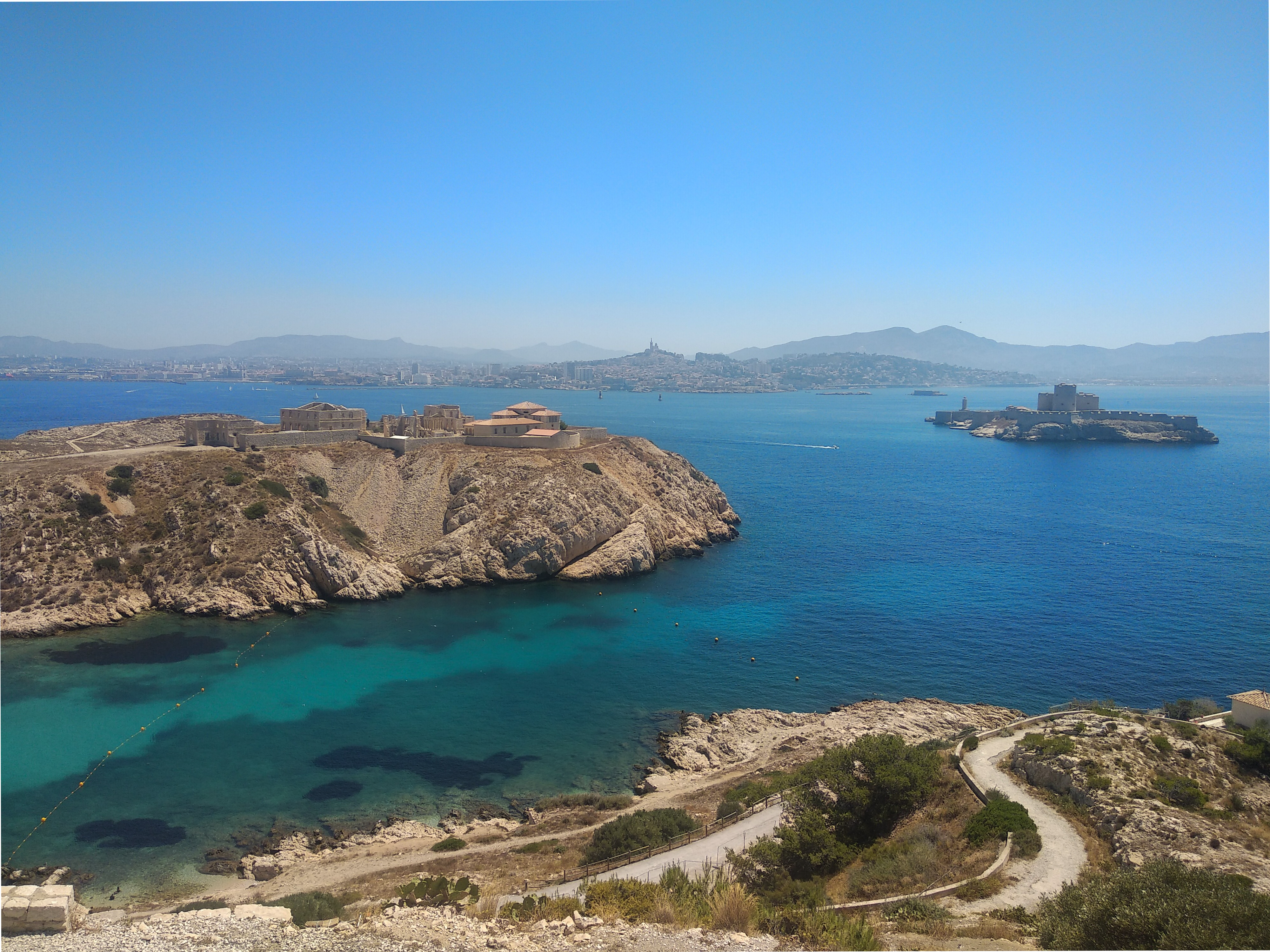
Aperçu de l'Île d'If depuis le Fort Ratonneau, Basilique Notre-Dame-de-la-Garde en fond.